# 산불 (희곡)
《산불》은 1963년 《현대문학》에 발표된 극작가 차범석의 대표적인 사실주의 희곡이다.
이 작품은 민족 분단과 이데올로기의 갈등을 객관적인 시각에서 보고 있으며, 6.25전쟁으로 인해 희망을 상실해버린 한 젊은이와 그를 둘러싼 애착과 욕심을 사실적으로 그리고 있다. 분단과 전쟁의 비극을 한 마을에 축약시킨 이 작품의 성격은 비극적이고, 사실적이며 고발적이다. 탈출 공비와 산골 여인들의 비극적인 사랑을 그리고 있다.

## 줄거리
소백산맥의 어느 산골 마을에 사는 이장 양 씨와 과부 최 씨는 항상 싸우기만 한다. 각 집안에는 과부가 된 며느리와 딸이 있었는데, 양 씨의 며느리 점례와 최 씨의 딸 사월이었다.
6.25전쟁이 한참이었던 어느 날 밤, 공비의 소굴에서 탈출한 전직 교사 규복이 추위와 허기를 못 이겨 점례의 집 부엌으로 숨어든다. 그녀는 어쩔 수 없이 그를 대밭에 숨겨 주고 음식으로 허기를 달래준다. 그 생활이 계속되자, 차츰 두 사람 사이엔 사랑의 감정이 싹튼다.
어느날, 규복과 점례가 밀회하는 장면을 사월이 우연히 보게 되고, 사월은 점례에게 자기도 규복을 돕겠다고 말한다. 그러나 사월은 규복을 통해 자신의 욕정을 채우게 된다. 결국 그녀는 임신을 하게 되고 점례는 사월에게 규복과 함께 이 고장을 떠나라고 권한다.
얼마 후 공비 토벌 작전이 시작된다. 양 씨 소유인 대밭에도 불을 질러야 하는 상황이 벌어지고, 양 씨는 조상 대대로 전해진 대밭을 불사르는 데 완강히 반대한다.
점례는 규복에 관한 비밀 때문에 국군에게 사정사정하지만 결국 대밭에 불을 지르게 된다.
규복은 대밭에서 뛰쳐 나오다 국군의 총에 맞아 죽고 사월도 양잿물을 마시고 죽고 만다.

## 등장 인물
- 점례 : 남편이 반동으로 몰려 죽어 과부가 된 인물이다. 양 씨 집안의 며느리이며 규복을 사이에 두고 사월과 삼각관계가 되고 만다.
- 사월 : 최 씨의 딸이다. 남편이 빨갱이로 몰려 죽어서 과부되었다. 점례와 마찬가지로 규복을 상대로 자신의 원초적 욕망을 해소하고자 한다.
- 규복 : 초등학교 교사로, 이념의 틈새에서 희생되는 인물이다. 점례와 사월 사이에서 애욕의 노예로 지내다가 국군의 공비 소탕 작전 때 죽는다.
- 양 씨 : 점례의 시어머니.
- 최 씨 : 사월의 어머니. 양 씨와 최 씨는 오랜 이웃 사이임에도 이념적 적대감 때문에 사사건건 대립한다.

## 기타
- 신시컴퍼니에서 이 희곡을 모티브로 '댄싱 섀도우'라는 뮤지컬을 제작했으나 실패작으로 꼽혔다.

## 같이 보기
- 차범석
- 윤흥길 장마
- 목포문학관

## 참고 문헌
- 천재학습백과